# Синьжун
Синьжу́н (кит. упр. 新荣, пиньинь Xīnróng, буквально: «Новый расцвет») — район городского подчинения городского округа Датун провинции Шаньси (КНР).

## История
В 1966 году сельскохозяйственные угодья районов Чэнцюй и Коуцюань были выделены в отдельный Пригородный район (郊区). В октябре 1970 года Пригородный район был разделён на Южный Пригородный район и Северный Пригородный район. В 1971 году Северный Пригородный район (北郊区) был переименован в район Синьжун.
9 февраля 2018 года решением Госсовета КНР был расформирован район Наньцзяо, и часть ранее входивших в него земель была передана в состав района Синьжун.

## Административное деление
Район делится на 1 посёлок и 6 волостей.